# 梶原英夫

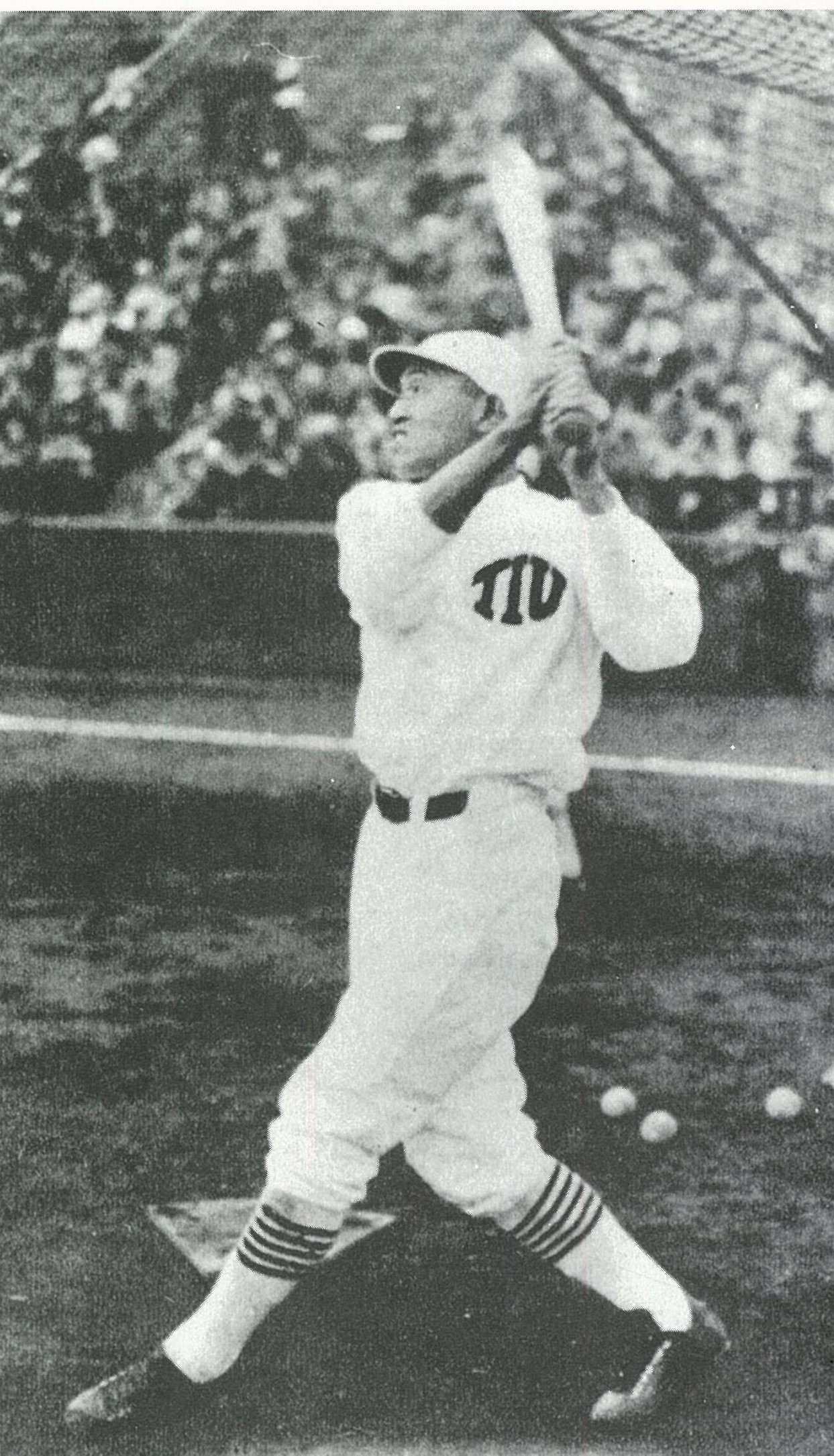
梶原英夫

梶原 英夫（かじわら ひでお　1911年 - 1944年4月27日）は、日本のアマチュア野球選手。右投。香川県出身。身長180cm。東京帝国大学野球部に所属し、昭和初期の東京六大学野球で活躍した。

## 来歴・人物
父・弥之助は守山恒太郎らと共に第一高等学校野球部黄金期に活躍した外野手である。
その父の影響を受け、高松中学校入学後に野球を始める。初期にバッテリーを組んでいた人物として、村川幸信（後に高松中を中退し、大谷中学校〈京都府〉へ。その後、立命館大学，大東京軍，明電舎 でプレー）がいる。1926年、3年生時に9番二塁手のレギュラーの座を獲得し、第12回全国中等学校優勝野球大会に出場してベスト4に貢献。1927年夏の四国大会終了後に新チームが結成されると主将に就任し、さらにエースと4番打者の座も担った。9月に同学年の三原脩が丸亀中より転向してきてチームメイトとなっている。また1学年下の成田知巳がマネージャとなっている。
翌1928年春に第5回選抜中等学校野球大会に出場したが、初戦で松本商に敗れる。しかし、大会後の試合では24連勝を記録し、全国制覇を期して2年ぶりに夏の第14回全国中等学校優勝野球大会に出場。準々決勝で和歌山中の天才投手小川正太郎との投げ合いを制してベスト4に進出するも、準決勝の松本商戦では6回途中に反撃の大チャンスを迎えながら、降雨コールドゲームで敗退（0－3）した（この試合は現在でも涙のコールドゲームと呼ばれている。飛田穂洲は「高松の痛感は真に同情に値し、慰むるに言葉もない。」と評している。）。その後、秋に行われた御大典奉祝全国中等学校選抜野球大会（神宮球場）にも出場。準決勝で松本商に対して3度の正直となる勝利を収め、決勝でも和歌山中を延長再試合の激闘を制して優勝を達成した。高松中卒業後は、第一高等学校を経て、東京帝国大学に進学。
東京六大学野球 昭和9年（1934年）春季リーグ戦では、打率.722と高打率を記録するも１シーズン制だったため、首位打者を獲得することが出来なかったが、模範選手として表彰された。東武雄や由谷敬吉と並んで、東京大学野球部史上の「名投手三羽烏」と呼ばれる人物の一人。投手として登板実績もあり、リーグ通算で4勝14敗の成績を残している。内村祐之（東京大学名誉教授、プロ野球コミッショナー）は「東大歴代の選手の中に推奨に値する人が二人いる。一人は東武雄であり、他の一人は梶原英夫である。」と評している。
また、東大ではフランス語の授業を受講していた事が、内藤濯の随想で明らかになっている。
東大卒業後、住友金属に勤務したが応召。陸軍少尉として、北支（中国北部）に渡ったが胸部疾患を患い、大阪陸軍病院へ還送後、1944年4月27日に同病院で戦病死した。享年34。